# Albert Herold
Albert Herold (* 23. April 1894 in Pöhl; † 11. Februar 1974 in Dresden-Wachwitz) war ein deutscher Maler und Grafiker. Neben Bildern von seiner vogtländischen Heimat schuf er nach dem Zweiten Weltkrieg vor allem großformatige Arbeiten in Form von Mappen, die den Wiederaufbau sowie die Arbeit auf sozialistischen Großbaustellen und in sozialistischen Großbetrieben dokumentieren.

## Biografie
Herold besuchte das Lehrerseminar in Plauen. Von 1914 bis zu seiner Verwundung nahm er am Ersten Weltkrieg teil. Von 1919 bis 1921 studierte er an der Staatlichen Akademie für Kunstgewerbe in Dresden. Danach arbeitete er bis 1945 als Kunsterzieher an der Dürerschule der Staatlichen Höheren Versuchsanstalt in Dresden. In Heft 9/29 der renommierten Fachzeitschrift für Kunstpädagogik "Kunst und Jugend" war zu lesen, „dass der Zeichen- und Kunstunterricht der Schule von unserem Amtsgenossen Albert Herold in vorbildlicher Weise geleitet wird.“
Nach dem Ende des Zweiten Weltkrieges arbeitete Herold in Dresden als freischaffender Künstler. Er war Mitglied des Verbands Bildender Künstler der DDR. Bekannt wurde er vor allem durch seine dokumentarischen Holzschnitte, Linolschnitte und Pastelle von der Errichtung großer Bauwerke (Talsperren, Brücken, Kraftwerke, Fernsehturm Dresden) und von der Arbeit in Großbetrieben (Maxhütte, Neptunwerft Rostock). Seine Werke wurden von der Druckerei Lutz Wolfram in Dresden gedruckt.
Ausgeliefert wurden die Kunstwerke in hochwertigen Mappen mit eingestanzten Buchstaben. Titel war der Name der jeweiligen Baustelle oder des Ortes, an dem die Bilder entstanden. Enthalten waren sechs bis neun Holzschnitte im DIN-A3-Format auf extra-hartem Papier. Es gab zwei verschiedene Mappen. Eine war wie ein Buch gebunden, in der anderen waren die Bilder lose enthalten. Üblicherweise bestand erstere aus der stabilen Pappmappe selbst mit einem Deckblatt, auf dessen Rückseite ein Bildverzeichnis gedruckt war. Die Mappen mit den losen Bildern enthielten zusätzlich noch ein stabiles Papp-Deckblatt, und das normale Deckblatt lag wie die Zeichnungen lose in der Mappe. Alle Bände waren im DIN-A3-Format gefertigt und wurden zum Teil handsigniert. Die genauen Auflagen sind nicht bekannt. Das Schneiden und das Signieren übernahm der Künstler selbst. Es gab vermutlich auch verschiedene Bilder ohne Mappe, die einzeln wie ein Poster verkauft wurden. Später erhielt Herold den Beinamen „Der Maler von Sosa“.
Herold wohnte seit 1929 in Dresden-Wachwitz, Hottenrothstraße 10.

## Werke (Auswahl)
- Die Elstertalbrücke der Eisenbahnstrecke Leipzig – Hof bei Jocketa im sächsischen Vogtland während des Wiederaufbaus der 1945 gesprengten Bögen (Linolschnitt, 1950; 34,6 × 34,8 cm; Kupferstichkabinett Dresden)[4]
- 1951: Talsperren Sosa-Cranzahl / Volksbau Sosa, neun Linolschnitte[5][6]
- 1952: Eisenhüttenkombinat Ost, Holzschnitte[7]
- 1956: Warnow-Werft, Arbeitsmappe, sechs Bilder vom Betriebsalltag der Warnow-Werft
- 1957: Rostock. Neptunwerft „Thälmann-Pionier“ auf der Helling (Pastell)[8]
- 1953–1958: Rappbode-Talsperre, Arbeitsmappe und Bildband, acht Bilder zu den Baumaßnahmen. u. a.[9]
- 1958: Stalinstadt. Kraftwerk (Pastell)[10]
- 1960: Maxhütte, Geschenkmappe mit acht Farblinolschnitten[11]
- 1963–1969: Fernsehturm Dresden, Bildband, neun Bilder vom Bau

### Mappenwerke mit Originalgrafik (Auswahl)
- 1962: Talsperre Pöhl. Ein Bauwerk des 7-Jahresplanes 1958-1962 (acht Farbholzschnitte)

- 1967: Talsperre Rauschenbach 1963 - 1967 (acht Farbholzschnitte)

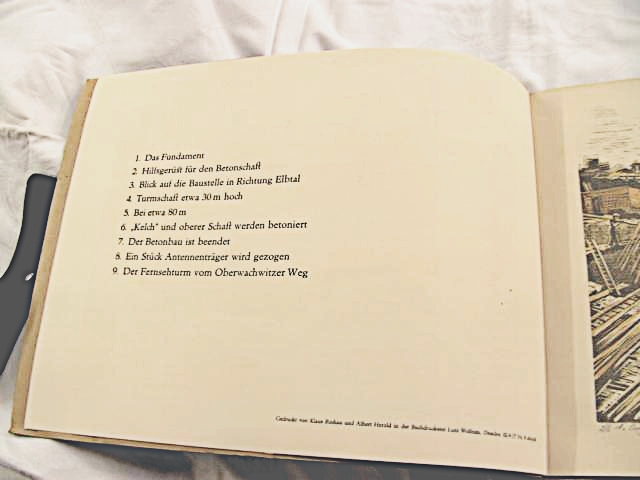
Bildband: Fernsehturm Dresden – Deckblatt-Rückseite
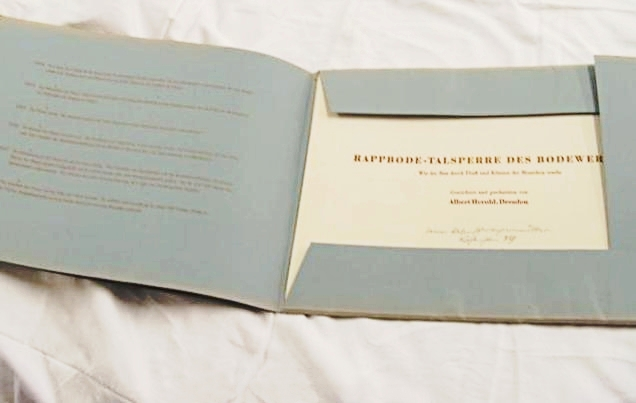
Arbeitsmappe: Rappbode Talsperre – Deckblatt

## Ausstellungen

### Einzelausstellungen
- 1925: Dresden, Fr. Lintz´sche Kunsthandlung (Aquarelle, Lithographien und Holzschnitte)[12]

- 1959: Pillnitz, Schloss Pillnitz („Albert Herold. Zeichnungen, Schnitte, Pastelle, Bilddokumente vom industriellen Aufbau in der DDR.“)

- 1964: Dresden, Galerie Kunst der Zeit (Jubiläumsausstellung)

- 1959: Dresden, Kunstgewerbemuseum

### Ausstellungsbeteiligungen
- 1951/1952: Berlin, Museumsbau am Kupfergraben („Künstler schaffen für den Frieden“)

- 1953: Dresden, Dritte Deutsche Kunstausstellung

- 1969 und 1974: Berlin („Grafik in der DDR“)

- 1970: Berlin, Altes Museum („Auferstanden aus Ruinen. Druckgraphik und Zeichnungen 1945 - 1970“)

- 1972: Dresden, Bezirkskunstausstellung